# Горни-Милановац
Горни-Милановац (серб. Горњи Милановац) — город в Сербии, центр одноимённой общины в Моравичском округе. По данным переписи 2011 года население составило 24 216 человек (на 2002 год — 23 982 человека). До 1859 года город носил имя Деспотовац по названию реки, протекающей через город. Современное название получил по указу князя Милоша Обреновича.

## История
Раскопки у Горни-Милановаца показывают, что эта область была заселена уже в доисторические времена. Обнаружены остатки поселений иллирийцев, фракийцев (главным образом даков), в меньшем количестве кельтов, готов. На горе Рудник кроме старых шахтёрских штолен сохранились руины римского храма, посвященного богине Терре. Во времена Римской империи и средние века эти земли имели существенное экономическое, транспортное и военное значение. Найдены свидетельства пребывания на территории византийской администрации, позже она входила в состав Средневекового Королевства Сербия, Сербо-греческого царства, Османской империи.
Собственно город был основан в 1853 году в долине реки Деспотовацы. Место, где он был заложен, ранее называлось Диким полем и принадлежало расположенной неподалёку деревне Брусница. В конце 1850 года новый начальник округа Младен Жуёвич принял решение, по которому Брусница была признана непригодной в качестве административного и политического центра — она со всех сторон была зажата крутыми холмами и исчерпала возможности развития, и предложил переместить населённый пункт в более подходящее место. Оно было выбрано осенью 1851 года. Через небольшое время в 1852 году присланный из Белграда австрийский инженер разработал план города. В течение всего лета происходило геодезическое планирование улиц и участков под застройку. Таким образом, Горни-Милановац стал первым городом в Сербии, который получил полный план улиц, сделанный ещё до его строительства. В 1853 году проведён аукцион на право возведения здания суда, почты и других государственных учреждений. Желающие здесь поселиться получали участок бесплатно.
В этом же 1853 году поселение было объявлено городом Деспотовац по названию протекавшей рядом реки. Но в 1859 году указом князя Милоша Обреновича он был переименован в Горни-Милановац в честь его погибшего сводного брата воеводы Милана Обреновича. Поскольку уже существовал город Милановац на Дунае, к названию нового поселения был добавлен термин «Горный».
В годы Первой и Второй мировой войн город находился под оккупацией (с 1915 по 1918 и, соответственно, с 1941 по 1945) и был в значительной мере разрушен. В 1999 году во время бомбардировок Югославии на Горни-Милановац было сброшено только несколько бомб, незначительно повредивших телебашню. Это послужило поводом для горькой шутки о том, что когда генералы НАТО планировали авиаудары, на часть карты с Горни-Милановацом кто-то поставил чашку кофе.

## Важные даты в истории города
- 1853 год — создание муниципалитета (общины) Деспотовац;
- 1857 год — создание первой школы для девочек и первой библиотеки;
- 1859 год — переименование общины и города в Горни-Милановац;
- 1879 год — открытие первого высшего учебного заведения;
- 1890 год — открыта первая типография;
- 1892 год — открыта окружная больница;
- 1912 год — начало строительства узкоколейной железной дороги;
- 1914 год — во время Первой мировой войны в городе расположен штаб полководца Живоина Мишича;
- 1921 год — завершена электрификация города;
- 1923 год — построена первая угольная электростанция;
- 1928 год — открылся первый кинотеатр и муниципального образования;
- 1933 год — Король Югославии Александр I Карагеоргиевич открыл первую школу смешанного обучения;
- 1941 год — оборона города силами югославских партизан и четников (Ужицкая республика);
- 1945 год — освобождение от нацистской оккупации, начало индустриализации.

## Экономика
Промышленность в регионе значительного развития не получила. Одним из первых предприятий стала типография, открытая в 1890 году. Здесь издавались газеты «Таково», «Шахтерское самоуправление», «Государственная школа», «Национальное слово» и так далее. Тем не менее экономика находится в упадке, главным образом из-за отсутствия качественных путей сообщения. Кроме того, в Первой мировой войне город потерял большую часть населения трудоспособного возраста. Некоторое развитие наметилось в 1922 году после завершения строительства железной дороги, связавшей Горни-Милановац с городом Белградом. Местная экономика, ремёсла и торговля постепенно возрождаются. В том же году в городе открыто первое промышленное производство — кондитерская фабрика «Рудник», в 1937 году создан ещё один завод по изготовлению лукума и другой сладкой продукции — «Шумадия». Оба предприятия работали до в 1941 года, когда были уничтожены пожаром, вспыхнувшего в результате боёв за оборону города. Большинство населения региона (около 90 %) до конца 1940-х годов занято в сельском хозяйстве.
После освобождения страны в 1945 году начинается индустриализация региона. Строятся предприятия: кондитерская фабрика «Таково» (сейчас — «Swisslion-Takovo»), завод по производству металлической посуды и бытового оборудования «Металац», завод по изготовлению запасных частей к автомобилям «ФАД», производство красок и лаков «Звезда-Хелиос» и так далее. Однако многие предприятия просуществовали только до 1990-х годов, когда произошедшая смена политической формации поставила их на грань банкротства. Закрылась газета «Дечје новине», одно из крупнейших издательств в бывшей Югославии, оказавшаяся не в состоянии удовлетворить требования кредиторов. «ГРО Градитель» — крупная строительная компания в результате жёсткой конкуренции была переориентирована на строительство небольших объектов транспортной инфраструктуры. Компания «ПИК Таково», основанная в 1947 году и в прошлом являвшаяся одним из крупнейших производителей пищевых продуктов и напитков, из-за санкций и ограничений на рынке смогла избежать банкротства только путём продажи доли своих акций мультинациональной компании Swisslion.
Компания «Металац», которая после её создания в 1959 году успешно занималась изготовлением изделий и конструкций из металла, и перешедшая вскоре на производство эмалированной посуды, превратилась в одну из самых успешных сербских компаний с 14 дочерними предприятиями. Основой успеха стали произведённые в 1990-х годах реорганизацию и модернизацию завода.

## Демография
В Горни-Милановаце проживает 24 216 человек, из которых 18 869 совершеннолетние, их средний возраст составляет 36,8 года (35,9 у мужчин и 37,6 у женщин). Там расположено 7786 домашних хозяйств, в среднем число членов в каждом 3,08 человек. Абсолютное большинство жителей — сербы (23 581 человек или 97,38 %), на втором месте — цыгане (155 человек / 0,64 %). Почти все жители исповедуют православие (97,24 %).

## Спорт
В Горни-Милановаце насчитывается более 40 спортивных клубов. В городе есть два футбольных стадиона: стадион спортивного общества «Таково» и стадион ФК «Металац», городской бассейн и спортивный зал «Берёза», строительство которого было завершено в 2008 году. Он рассчитан на 1500 мест, площадь составляет 3500 м2. Два главных футбольных клуба в ФК «Таково», который был основан в 1911 году и в настоящее время играет лишь в региональных соревнованиях и ФК «Металац», который был основан в 1961 году и в настоящее время выступает в Чемпионате Сербии по футболу. В городе действует несколько любительских футбольных клубов, которые конкурируют в районных и муниципальных соревнованиях.

## Виды города

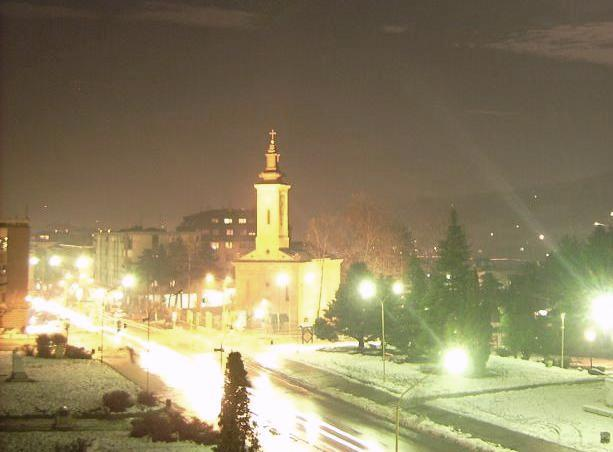
Площадь князя Михаила.
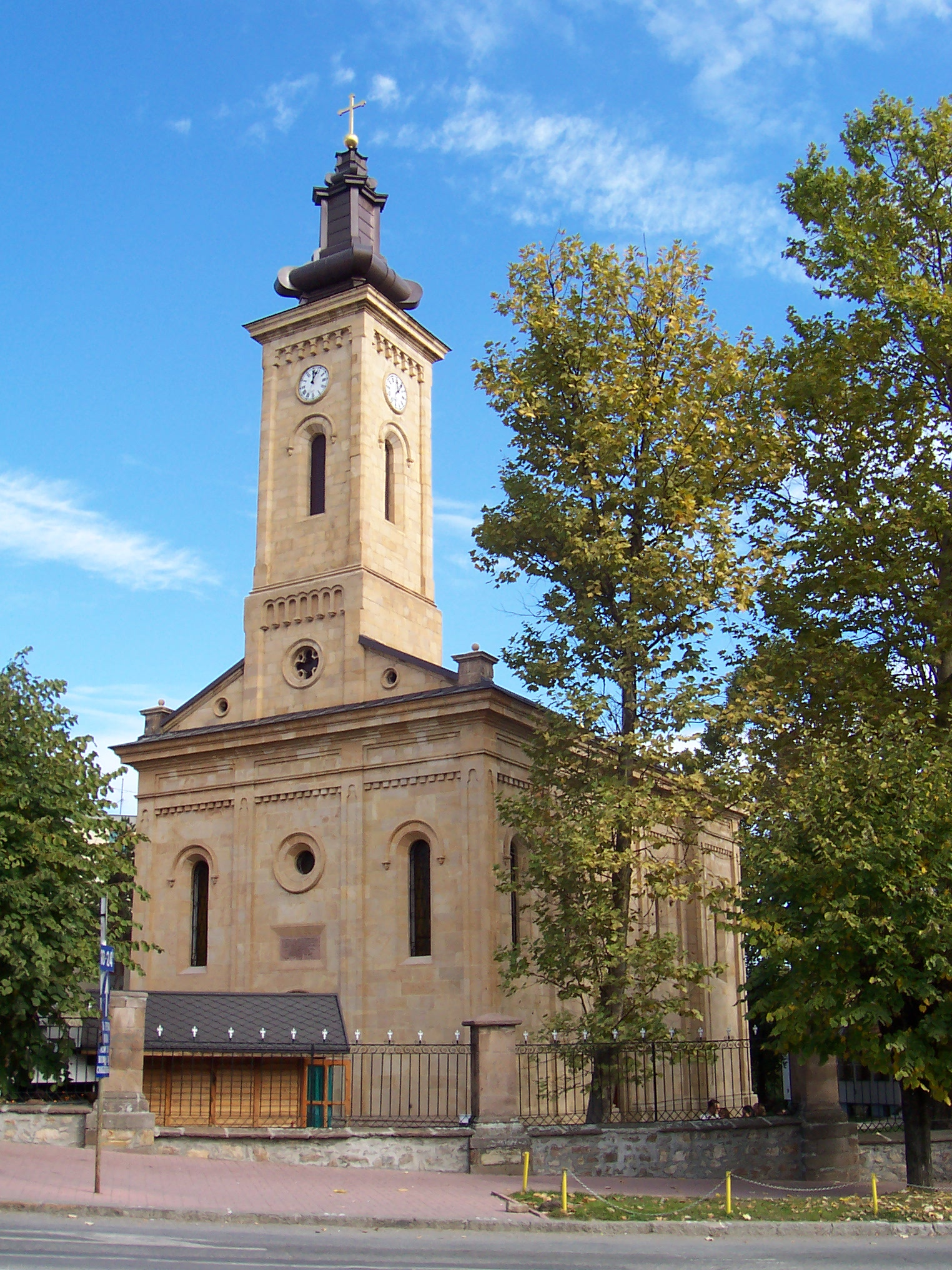
Православная церковь Святой Троицы.
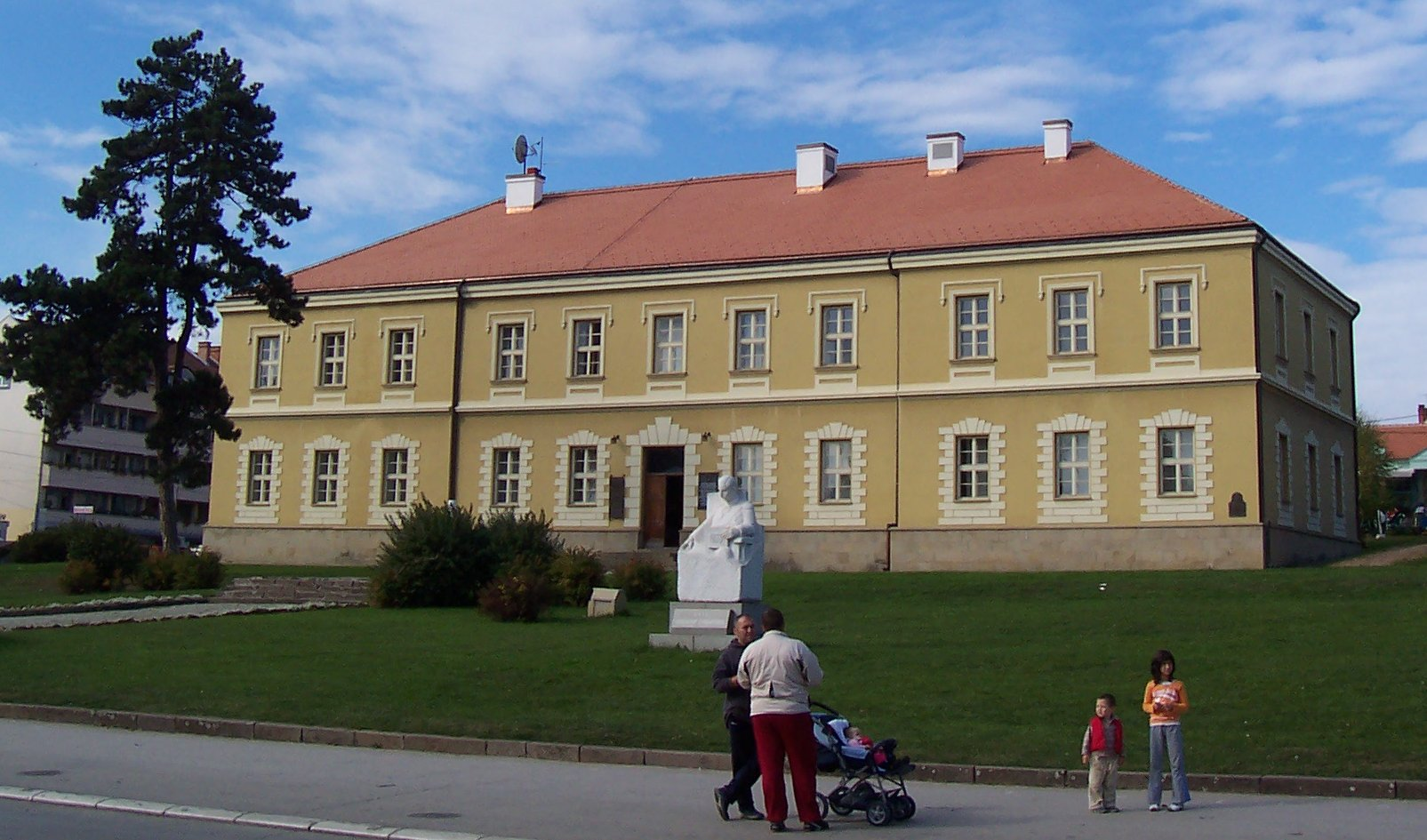
Здание бывшего городского суда.
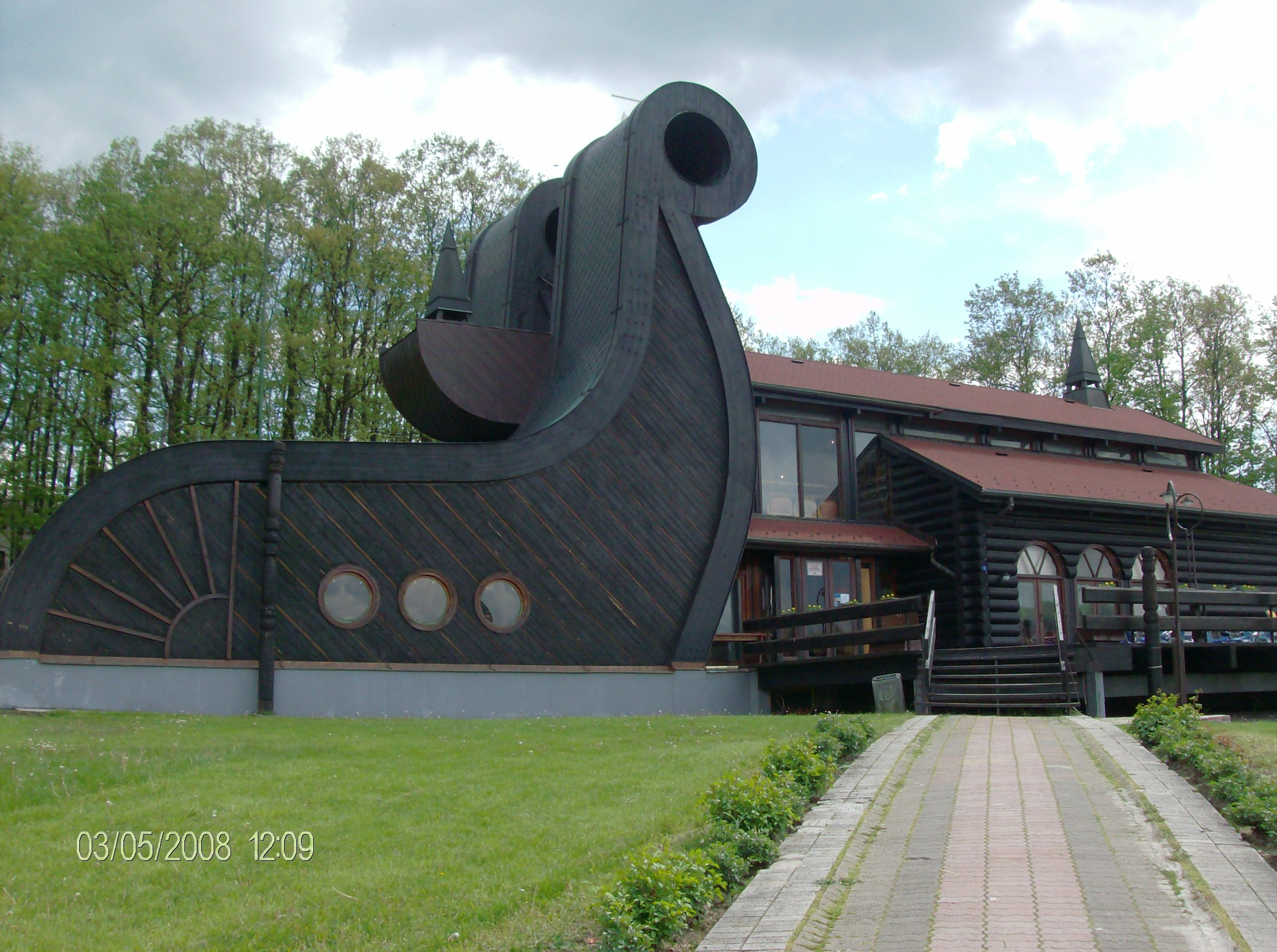
Дом сербско-норвежской дружбы.
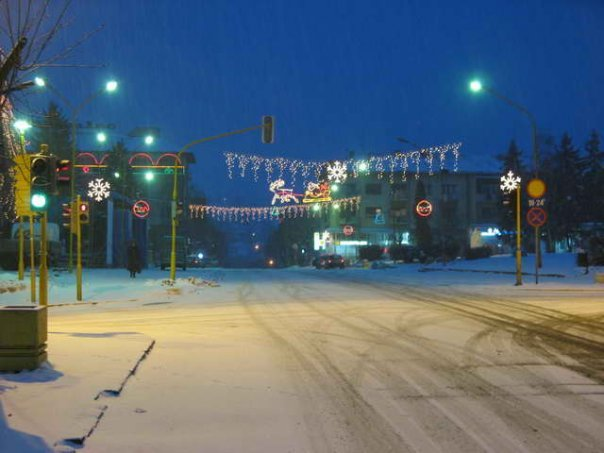
Центр города в новогоднюю ночь.
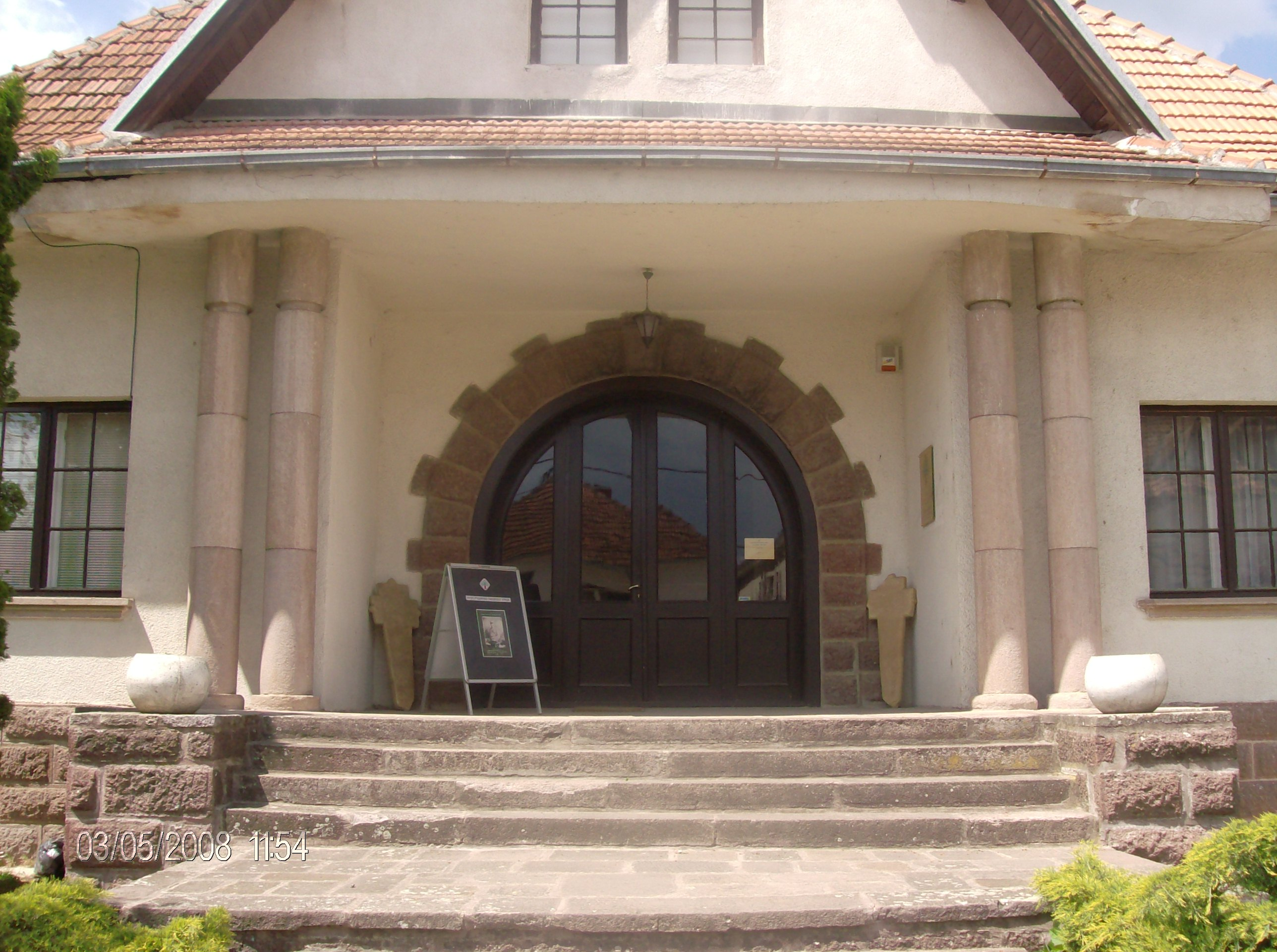
Музей рудничко-таковского края.
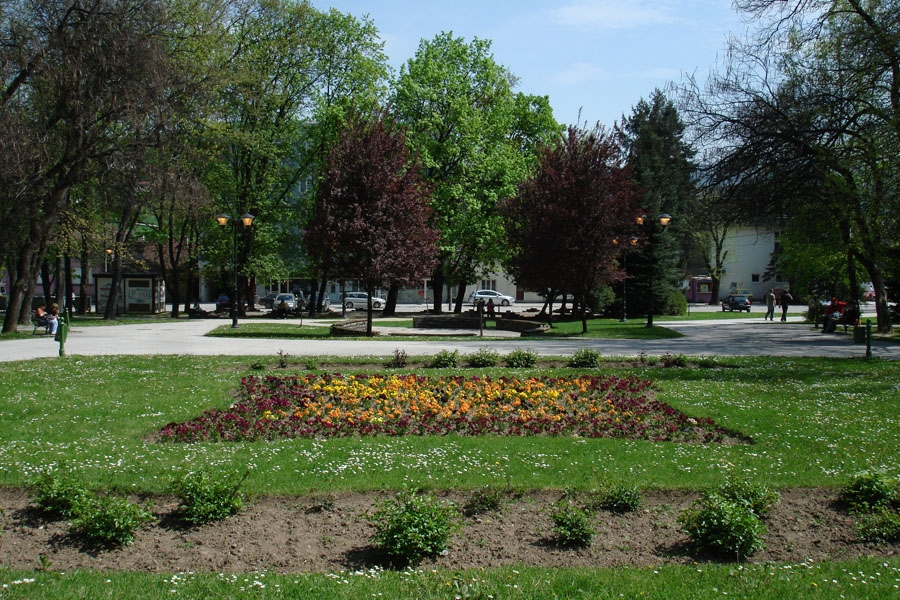
Городской парк.
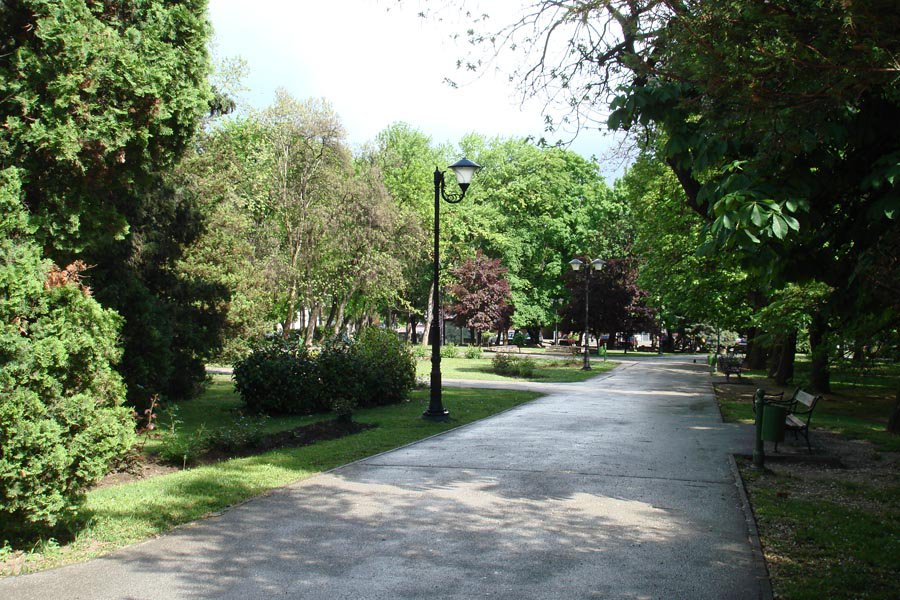
Городской парк.
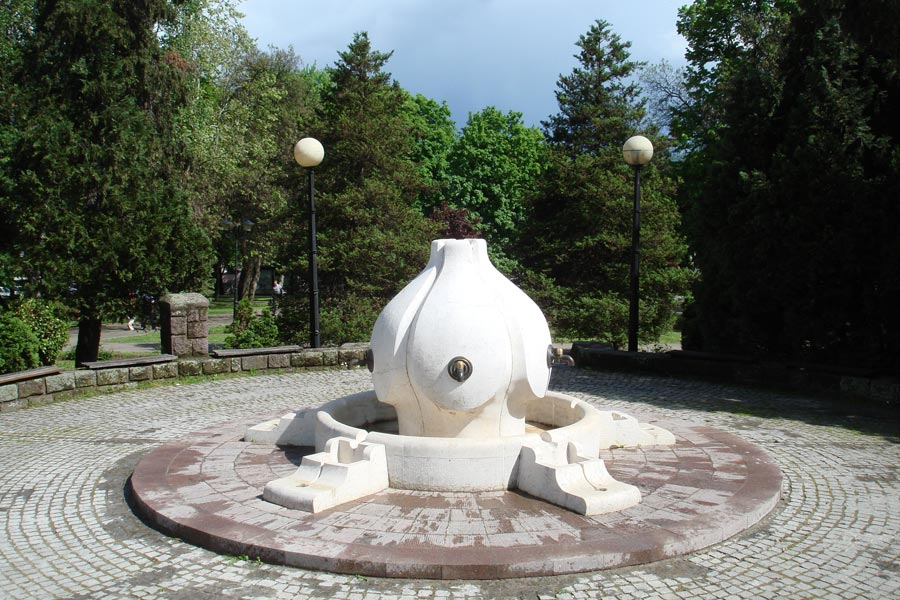
Фонтан в городском парке.
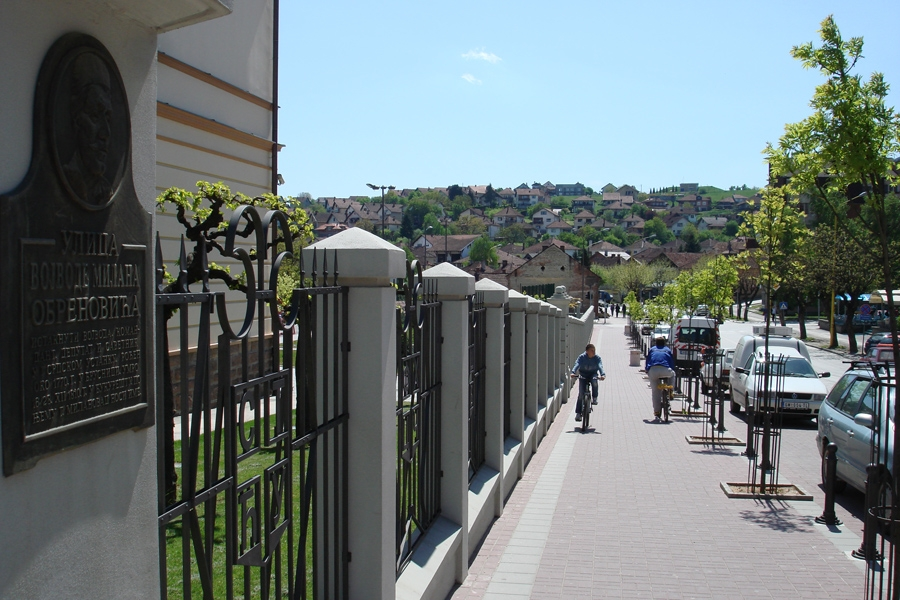
Улица Воеводы Милана Обреновича.
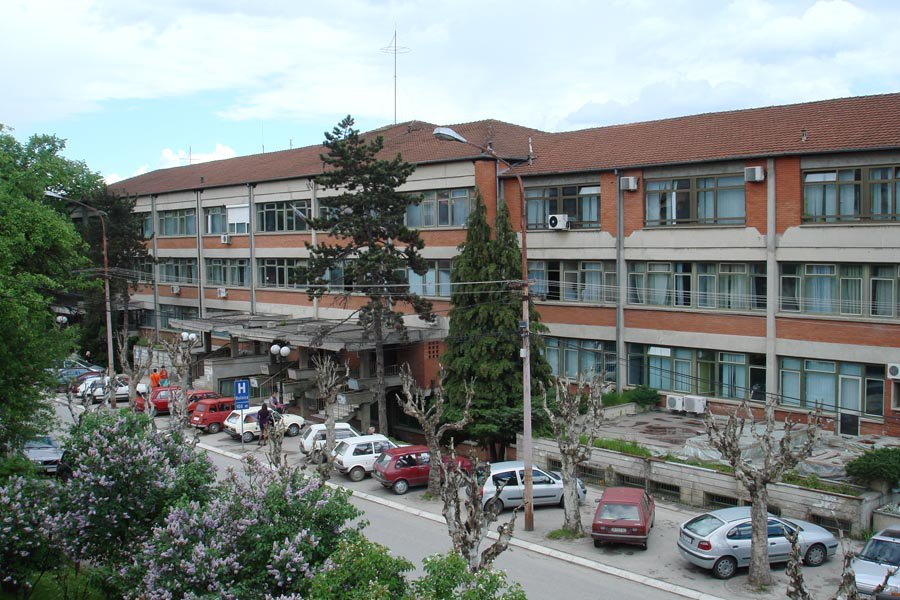
Городская больница.
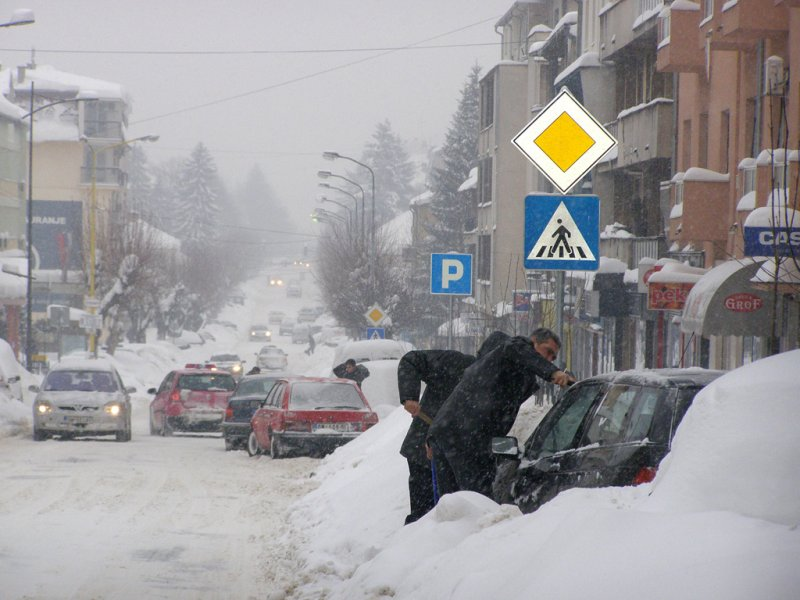
Зима 2012 года.
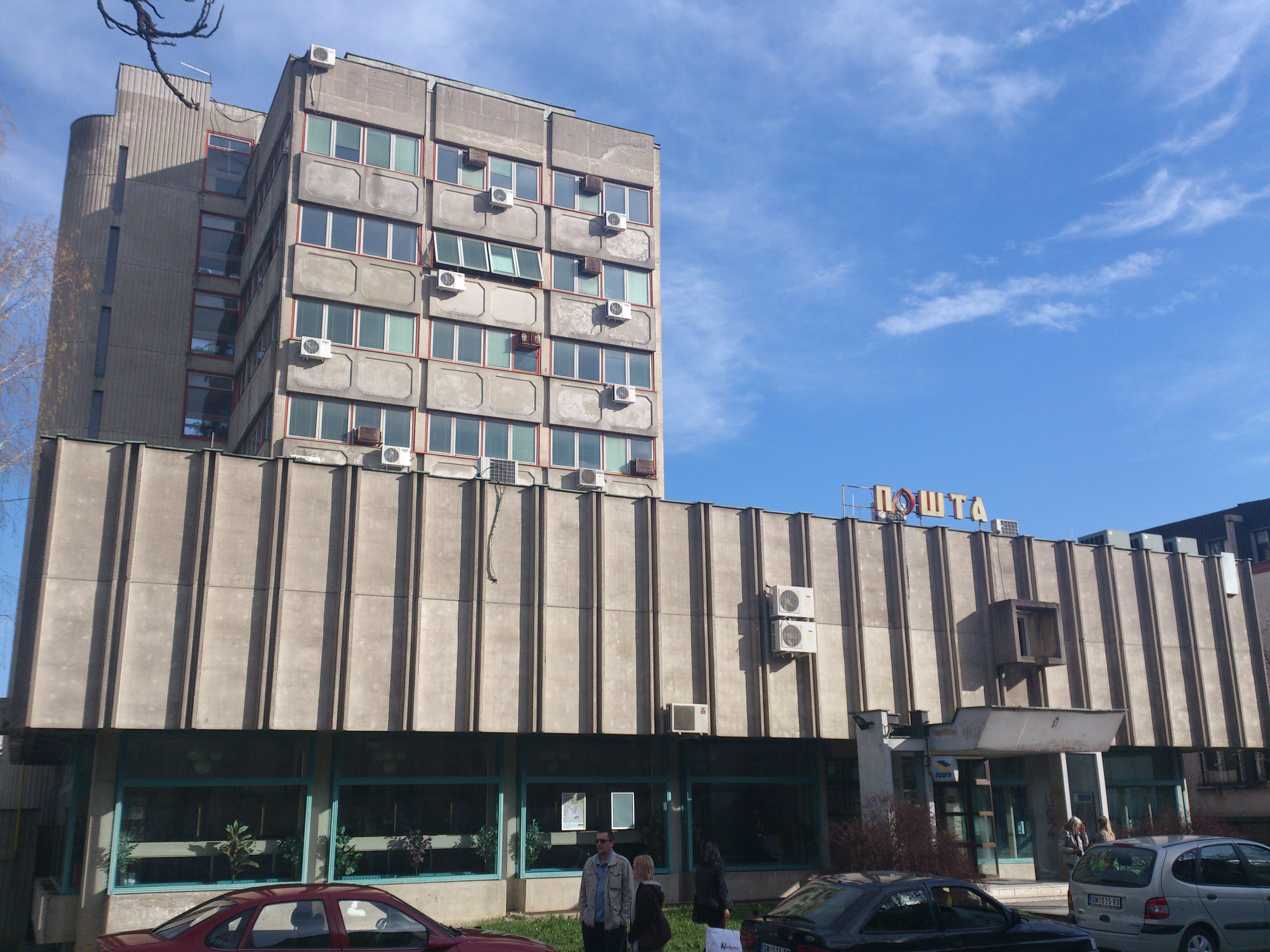
Здание почты и издательство «Детской газеты»".
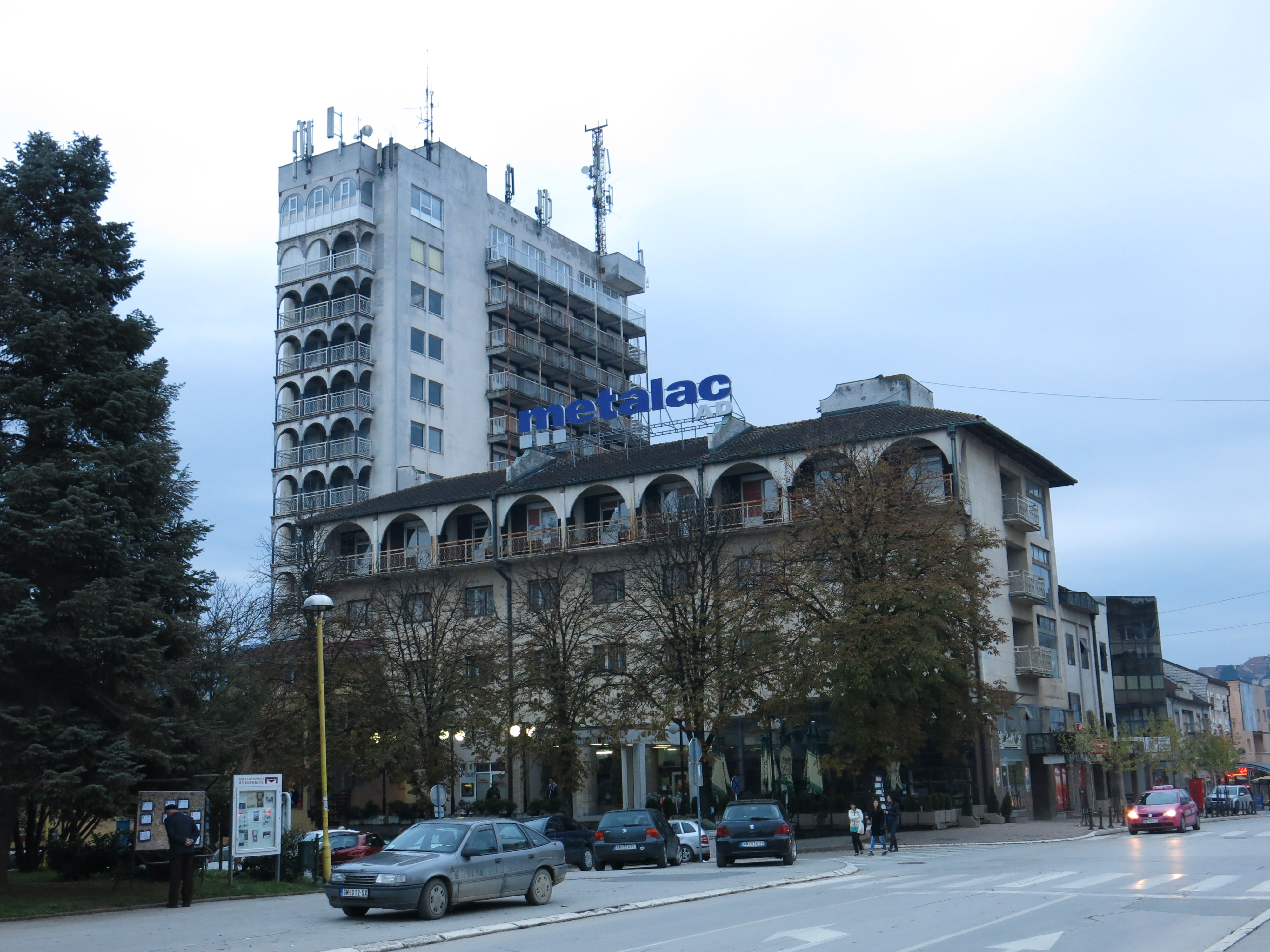
Гостиница «Шумадия».
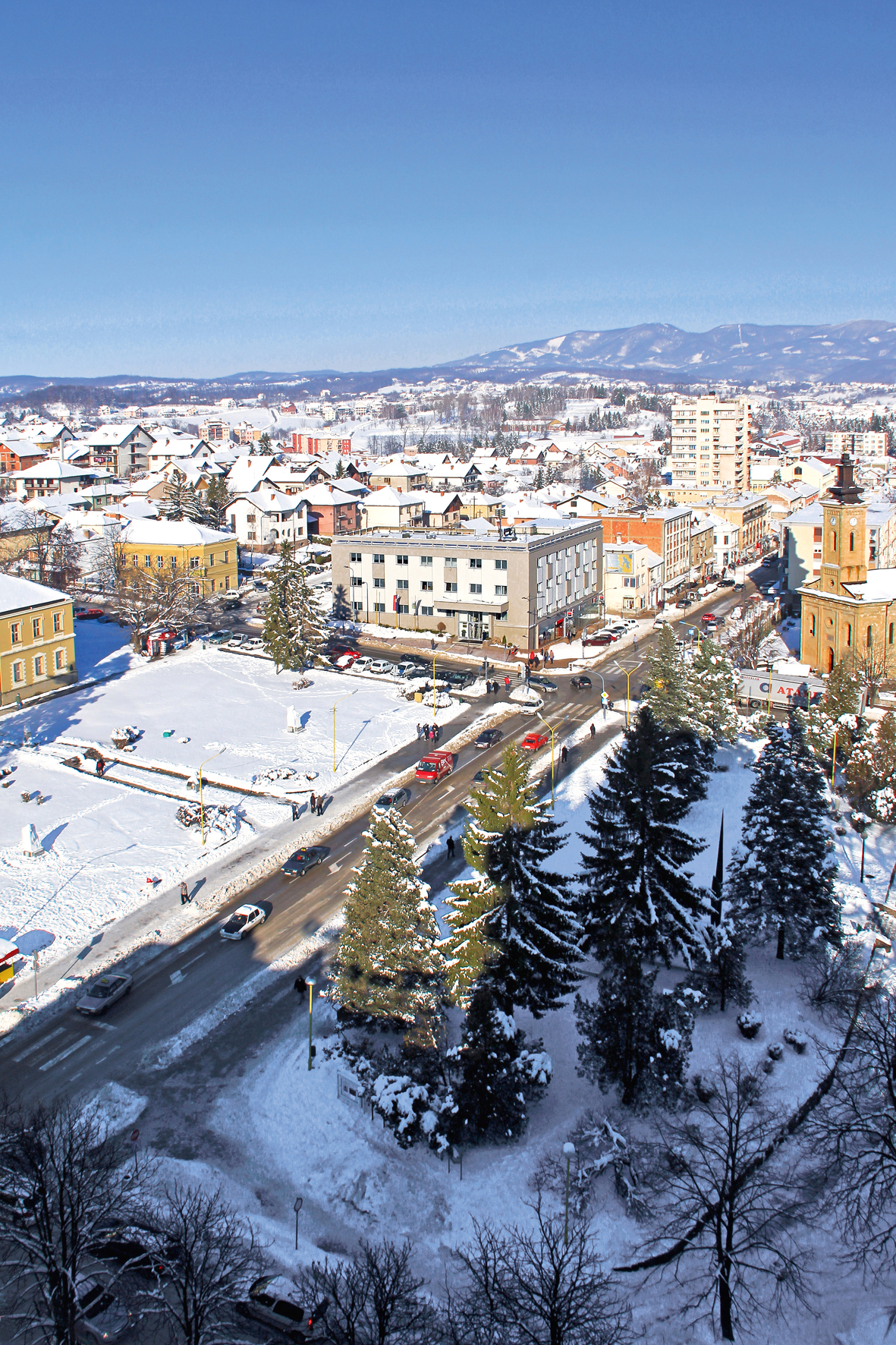
Вид из окна гостиницы «Шумадия».
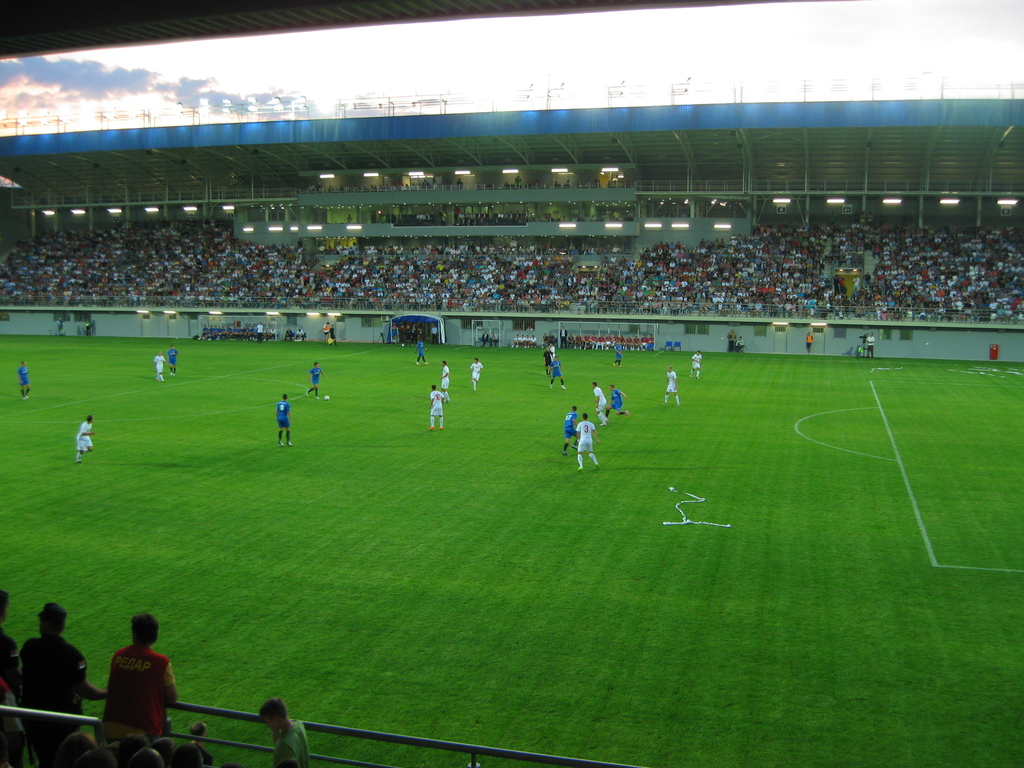
Стадион ФК «Металац»